# Ǵavato
Ǵavato (makedonska: Ѓавато) är en ort i Nordmakedonien. Den ligger i kommunen Bitola, i den sydvästra delen av landet, 100 kilometer söder om huvudstaden Skopje. Ǵavato ligger 871 meter över havet och antalet invånare är 523.